# Burmafeldzug
Japanische Eroberung 1941/42

Bilin – Sittang – Pegu (Taukkyan) – Rangun – Yunnan-Burma-Straße (u.a. Tachiao – Oktwin – Toungoo – Yenangyaung – Lashio I)
1942/43

Burma-Kampagne 1942–1943

Arakan I – The Hump – Chindits
1944

Schlacht um Nordburma und West-Yunnan 1943–1945

Burma-Kampagne 1944

Arakan II – Ha-gō – Lashio II – Sangshak – Myitkyina – U-gō (Imphal – Kohima – Tennisplatz) – Mogaung – Song shan/Huitong-Brücke – Dan-gō
1944/45

Burma-Kampagne 1944–1945

Bhamo – Arakan III (Kangaw und Höhe 170 – Ramree) – Meiktila/Mandalay – Pakokku – Lashio III – Tanlwe Chaung – Operation Dracula – Sittang
Der Burmafeldzug, auch Burma-Kampagne, war ein Feldzug während des Pazifikkriegs im Zweiten Weltkrieg. Alliierte Einheiten kämpften dabei gegen Truppen des Japanischen Kaiserreichs und dessen Verbündete. Die Kämpfe in Burma (heute Myanmar) begannen im Januar 1942, wenige Wochen nach dem japanischen Angriff auf Pearl Harbor und dem darauffolgenden Kriegseintritt der Vereinigten Staaten. Die japanischen Truppen der 15. Armee, die von General Iida Shōjirō kommandiert wurden, überschritten Mitte Januar 1942 die Grenze von Thailand nach Burma, wobei sie innerhalb weniger Wochen die Hauptstadt Rangun erreichen konnten. Ziel des japanischen Feldzugs gegen Burma war es zum einen, die über die östlichen Ausläufer des Himalaya verlaufenden Nachschub- und Versorgungslinien zwischen Britisch-Indien und dem von chinesischen Kuomintang-Truppen bei Chongqing gehaltenen Territorium abzuschneiden, um auf diese Weise den seit 1937 dauernden Zweiten Japanisch-Chinesischen Krieg zu beenden. Bei dem raschen japanischen Vormarsch wurden die englischen und indischen Truppen des Britischen Commonwealth, sowie einige chinesische Einheiten der nationalchinesischen Regierung unter Chiang Kai-shek, die Burma gegen eine japanische Invasion hätten verteidigen sollen, binnen weniger Monate fast komplett aufgerieben, wobei sie bis zum Chindwin-Fluss zurückweichen mussten. Ende 1942 konnten jedoch amerikanische (Merrill’s Marauders) und britische (Chindits) Guerilla-Truppen mehrere Sabotage- und Guerilla-Aktionen hinter den japanischen Linien begehen. Anfang 1944 konnten die britischen und amerikanischen Truppen wieder in die Offensive gehen, wobei die japanischen Einheiten bis nach Rangun zurückgetrieben wurden. Nach diesem ersten Vorstoß konnten die alliierten Truppen fast ganz Burma bis Juli 1945 von den japanischen Besatzern zurückerobern, doch erst mit der offiziellen japanischen Kapitulation am 2. September 1945 ergaben sich auch die letzten japanischen Truppen im Süden.

## Hintergrund
Britisch-indische Truppen hatten Burma bereits 1885 als Ergebnis des Dritten Anglo-Birmanischen Krieges erobert. Das Land wurde 1886 in die Kronkolonie Britisch-Indien eingegliedert. Die Monarchie der Konbaung-Dynastie wurde abgesetzt, und die Regierung des Landes übernahm ein britischer Generalgouverneur, der dem Secretary of State for the Colonies in London unterstand. Mehrere kleinere Unabhängigkeitsbewegungen in Burma wurden zwischen 1895 und 1932 von der Kolonialmacht niedergeschlagen. Die größte Rebellion, der Saya-San-Aufstand, entbrannte 1930 und konnte erst nach zwei Jahren unterdrückt werden. Der buddhistische Führer des Aufstandes Saya San wurde daraufhin verurteilt und erschossen. Nach dem Saya-San-Aufstand wurde die britische Vorherrschaft bis zum Ausbruch des Pazifikkriegs nicht mehr herausgefordert. 1937 wurde Burma von Britisch-Indien offiziell getrennt. Eine neue Verfassung und der Status als Kronkolonie sollten den Birmanen größere Mitwirkungsmöglichkeiten an der Verwaltung ihres Landes geben. Gleichzeitig mit der Trennung von Britisch-Indien wuchsen in Burma jedoch auch die nationalistischen Aktivitäten, vor allem unter der studentischen Dobama Asiayone („Wir-Birmanen-Vereinigung“; informell Thakins genannt).
Ende der 1930er Jahre beschloss die britische Regierung Burmas mit Sitz in Rangun erstmals, die britische Streitmacht in Burma zu einer einzigen Burma-Armee zusammenzufassen, die aus britischen und indischen Soldaten bestand. Der Ausbruch des Zweiten Weltkriegs 1939 wurde dann von einigen birmanischen Nationalisten als Gelegenheit gesehen, Zugeständnisse von der britischen Kolonialmacht im Gegenzug für die Unterstützung der Kriegsbemühungen zu erzwingen. Andere, darunter die Thakin-Bewegung unter Kodaw Hmaing, lehnten jegliche Unterstützung für den Krieg ab, und die Thakins warteten bereits auf eine bevorstehende japanische Invasion. Nach der Niederlage Frankreichs gegen Nazideutschland 1940 versuchte der britische Generalgouverneur Sir Archibald Cochrane, mehr Waffen und Ausrüstung für die Burma-Armee zu beschaffen. Er war der Meinung, sie würde im Falle einer japanischen Invasion nicht standhalten können. Die Lieferungen aus dem Vereinigten Königreich jedoch nahmen mit der Zeit zusehends ab, da ein Großteil der produzierten Waffen zur Verteidigung gegen eine erwartete deutsche Landung in England behalten wurde.

### Alliierte Truppenstärke 1941
Ende 1941, kurz vor dem Ausbruch des Pazifikkrieges, bestand die Burma-Armee aus rund 50.000 Soldaten, darunter 4.621 Offiziere. Unter den restlichen Truppen waren rund 30.000 indische Soldaten: die meisten davon waren kampferprobte Sikhs und Gurkhas, die jedoch nicht genügend Waffen und Munition besaßen. Ungefähr 20.000 Soldaten waren Briten, und nahezu auch alle höheren Offiziere. Zu diesen Truppen, die nicht ausreichend mit schweren Waffen und Flugzeugen ausgerüstet waren, kamen etwa 10.000 chinesische Soldaten, die der Y-Force angehörten, der nationalchinesischen Streitmacht in Indochina. Diese chinesischen Einheiten waren ebenfalls schlecht ausgerüstet, da ihre Bewaffnung nur aus alternden amerikanischen Springfield M1903 oder erbeuteten Arisaka Typ 99 Gewehren bestand. Sie besaßen auch keine schwere Artillerie. Bis November 1941 wurde die Truppenstärke der Burma-Armee auf rund 60.000 Mann erhöht, doch bis auf die britischen und wenigen indischen Einheiten waren die restlichen Soldaten unzureichend ausgebildet und bewaffnet. Im November 1941 standen der Royal Air Force in Burma an modernen Kampfflugzeugen nur 69 P-40 Warhawk Jäger, 28 Hawker Hurricanes und etwa 30 Brewster Buffalo Jagdflugzeuge, die gegenüber den japanischen Jägern unterlegen waren, zur Verfügung.
Im Dezember 1941 stand fest, dass diese Armee gegenüber einer möglichen japanischen Invasion keine Chance haben würde. Flugabwehrgeschütze, Panzer und moderne Kampfflugzeuge fehlten. Großbritannien und die USA stellten Gouverneur Cochrane im Rahmen des Lend-Lease-Act jedoch in Aussicht, bis März 1942 für eine adäquate Ausrüstung zu sorgen.
Die britisch-indischen Einheiten in Burma standen zunächst unter dem Oberbefehl von General Claude Auchinleck, bis das Kommando dann am 5. Juli 1942 auf General Archibald Wavell überging. General William Slim übernahm im März 1942 den Befehl über die indischen Truppen des Burma Corps, wobei er diese versprengten Truppen von Nordburma nach Indien zurückführte. Im weiteren Verlauf des Feldzuges wechselte Anfang 1945 auch die Nationale Burmesische Armee (später Patriotic Burmese Forces (PBF)), deren Guerillatruppen seit dem Beginn des japanischen Angriffes mit der Kaiserlich Japanischen Armee gekämpft hatten, die Seiten. Die chinesischen Truppen der Y-Force wurden im Laufe des Feldzuges durch zwei weitere komplette nationalchinesische Armeen verstärkt, die Anfang 1942 noch unter dem Oberbefehl von Chiang Kai-shek standen, jedoch ab März 1942 unter dem Befehl des US-amerikanischen Militärabgesandten General Joseph Stilwell standen. Dazu kam die von Major General James Bruce Scott befehligte 1. Burmesische Division, ein selbständiger Verband. Sie wurde ab März 1942 in das Burma Corps umformiert.

## Japanische Vorbereitungen

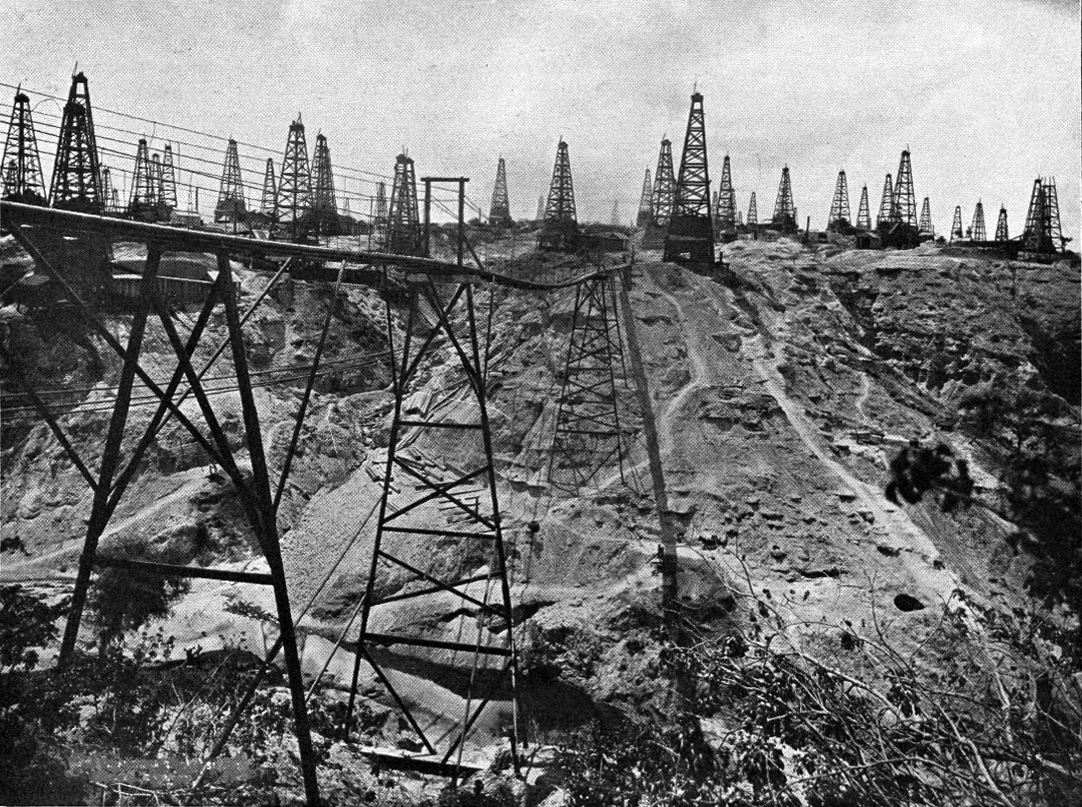
Ölquellen nahe Yenangyaung, Ende der 1930er Jahre

Bereits vor dem Angriff auf Pearl Harbor und dem Ausbruch des Krieges wurden im Kaiserlichen Heeresministerium in Tokio Pläne zur Invasion und Eroberung Südostasiens formuliert. Premier- und Kriegsminister Hideki Tojo, Heeresminister Marschall Sugiyama Hajime, Marineminister Osami Nagano und der gesamte Kaiserliche General- und Admiralstab setzten bereits im Februar 1941 den endgültigen Eroberungsplan fest, der dem Angriff auf Pearl Harbor folgen sollte. Dieser Operationsplan wurde am 2. November 1941 Kaiser Hirohito vorgetragen, der ihn am selben Tag genehmigte und zur Durchführung freigab. Die Philippinen, mehrere amerikanische Stützpunkte im Pazifik wie Wake Island und die Marianen, Niederländisch-Indien, Britisch-Malaya, Singapur, Britisch-Borneo und Burma sollten durch japanische Truppen wenige Tage nach der Kriegserklärung angegriffen werden. Burma besaß und besitzt zahlreiche Erdölquellen um die Stadt Yenangyaung, die eine kriegswichtige Ressource für die japanische Kriegsindustrie darstellten. Zudem wurden in Burma Leinen, Kautschuk und große Mengen Reis hergestellt.
Da Burma direkt an Französisch-Indochina und Thailand grenzte, die bereits von japanischen Truppen besetzt worden waren, lagen die britischen Stützpunkte in Burma und vor allem die militärischen Anlagen in der Hauptstadt Rangun im direkten Zugriffsbereich der japanischen Streitkräfte.
Der Angriff auf Burma musste nach dem japanischen Heeresministerium möglichst schnell nach der Kriegserklärung erfolgen, bevor die britischen Truppen einen Angriff gegen Indochina starten konnten. Zudem war es entscheidend, die feindlichen Truppen in Burma von der britischen Festung Singapur abzuschneiden, um die Nachschub- und Versorgungslinien der Verteidiger von Singapur zu unterbinden. Daher war die Invasion Burmas kurz nach der Kriegseröffnung mit dem Angriff auf Pearl Harbor strategisch unabdingbar.

### Der japanische Angriffsplan
Der japanische Generalstab hatte bereits im Oktober 1941 einen Operationsplan für den geplanten Angriff auf Burma ausgearbeitet. Dieser sah vor, zunächst die britischen Verbände im Süden Burmas, sowie in der Hauptstadt Rangun anzugreifen, und sie von der restlichen Garnison im Norden abzuschneiden. Falls die Einkesselung der britischen Truppen um Rangun nicht gelingen sollte, sollten die beteiligten japanischen Armeen die feindlichen Truppen bis zum Sittang zurückdrängen und Rangun einnehmen. Bei diesem Plan blieb allerdings offen, was nach der Eroberung Ranguns geschehen und ob man sich erst der britischen Besatzung im Norden zuwenden oder erst die wichtigsten Ortschaften und Straßen im Süden befreien sollte. Im November 1941 forderte General Iida Shōjirō, Befehlshaber der beteiligten japanischen Truppen, den Burma-Operationsstab persönlich auf, in den Plänen nach der Eroberung Ranguns einen Vorstoß in Richtung Norden vorzusehen, um den versprengten britischen Truppen keine Gelegenheit zum Sammeln zu bieten. Kriegsminister Tojo stimmte diesem Plan ebenfalls zu. Die Befehlshaber der zwei japanischen Armeen, die für die Ausführung der Operation gegen Burma vorgesehen waren, insbesondere General Iida, der während der Operation das taktische Kommando führen würde, wurden über diese Entscheidung informiert. Um die Kommunikation mit Singapur zu unterbrechen, sollte auch die Grenze zwischen Burma und Malaya von Iidas Truppen eingenommen und gesichert werden, und gleichzeitig zum japanischen Vormarsch sollten schwere Luftangriffe auf die alliierten Truppen in Rangun, Mandalay und der wichtigen Verkehrsarterie der Burmastraße, die von Nordburma nach China führte, erfolgen, um jegliche feindliche Truppenbewegungen zu unterbinden.

### Vorgesehene Truppen
Für die Eroberung Burmas war eine reguläre japanische Einheit, die 15. Japanische Armee, die aus der 33. und 55. Infanteriedivision bestand und von Generalleutnant Iida Shōjirō befehligt wurde, vorgesehen. Diese Einheit umfasste rund 38.000 Mann. Dabei handelte es sich um gut ausgebildete Soldaten, überwiegend Veteranen, die man zumeist aus China und Mandschukuo nach Thailand verlegt hatte. Diese Truppen waren erfahrene und kampferprobte Männer, die durch Maschinengewehre und andere schwere Infanteriewaffen unterstützt wurden, doch die meisten Soldaten waren nur mit relativ einfachen Arisaka Typ 99 Gewehren ausgerüstet. Auch bestanden bei der 15. Armee Nachschub- und Versorgungsprobleme, die aufgrund der wenigen Lastwagen und motorisierten Einheiten auftraten und sich insbesondere in einem Mangel an Verpflegung und Treibstoff bemerkbar machten. Außerdem fehlte es an Fernmeldegerät, Fahrzeugen, großkalibriger Munition und anderen Gütern, die nicht zur 15. Armee gesandt wurden, da sie zu General Yamashita Tomoyukis Armee, die auf der Malaiischen Halbinsel operierte, gesandt wurden. Wegen der Knappheit an Funkgeräten war die Verbindung unter den einzelnen Verbänden besonders anfällig für Störungen. Daneben waren in der 15. Armee keine Panzer- oder Fallschirmjägerdivisionen vorhanden, die einen raschen Vormarsch erlaubten. Die Verbände der zwei Divisionen der 15. Armee an der Burma-Thailand-Grenze waren stark verstreut und im Falle eines feindlichen Gegenangriffes in Burma nicht in der Lage, schnell zusammengezogen zu werden, um dem Feind eine durchgängige Front gegenüberzustellen.
Die Truppen der 15. Armee wurden später durch die 28. Japanische Armee unter Generalleutnant Sakurai Shōzō und die 33. Japanische Armee unter Generalleutnant Masaki Honda verstärkt und bildeten ab März 1943 die Regionalarmee Burma, eine kampferprobte, trainierte und noch gut bewaffnete Einheit, deren Operationshauptquartier in Rangun lag. Zudem kämpfte auf Seiten der japanischen Eroberungstruppen in Burma auch die Thailändische Nordwestarmee, die Indische Nationalarmee unter dem indischen Revolutionsführer Subhash Chandra Bose und die Nationale Burmesische Armee, die aus Thakin-Truppen und Freiwilligen bestand und Anfang 1945 die Seite wechselte. Die thailändischen Truppen der Nordwestarmee und die indischen Einheiten unter Subhash C. Bose bestanden aus eingezogenen Männern, die keinerlei militärische Ausbildung hinter sich hatten. Sie wurden von den japanischen Truppen mit Waffen und Munition, Transportmitteln und Artillerie versorgt, während die Freiwilligen der Nationalen Burmesischen Armee zumeist nur mit erbeuteten Gewehren kämpften.

## Besonderheiten des Feldzuges
Der Burmafeldzug war gekennzeichnet von einigen politischen, geografischen und klimatischen Besonderheiten, die gesammelt an keinem weiteren Kriegsschauplatz des Pazifikkriegs zu finden waren.
Aus politischer Sicht trafen in Burma die unterschiedlichsten Interessen der beteiligten Kriegsgegner aufeinander. Burma war bis 1937 Teil des Kaiserreich Indiens und wurde in diesem Jahr zur britischen Kronkolonie erklärt. Während des Zweiten Japanisch-Chinesischen Kriegs versorgten die Briten und Amerikaner die Nationalchinesischen Truppen über die östlichen Ausläufer des Himalaya verlaufenden Nachschub- und Versorgungslinien. Am 17. Juli 1940 schlossen die Briten unter massivem diplomatischen Druck der Japaner die Burmastraße, die als wichtigste Versorgungslinie galt. Sie begannen aber schon am 18. Oktober wieder neue Nachschubkonvois auf den Weg nach China zu schicken, da es nicht zu weiteren Friedensbemühungen zwischen Japan und China kam. Chiang Kai-shek sandte Anfang 1942 chinesische Truppen, genannt die X-Force, nach Burma um die Nachschubwege offen zu halten.
Die geografischen und klimatischen Charakteristika der Region mit undurchdringlichem Dschungel und Sümpfen, den südlichen Ausläufern des Himalaya, Monsun, hohen Temperaturen und Luftfeuchtigkeit stellten eine weitere Besonderheit dar. Nicht nur, dass der Mangel an Infrastruktur im Landesinneren die Zufuhr an militärischem Nachschub behinderte und dies fast nur auf dem Luftweg geschehen konnte, sondern auch die hohe Zahl der an tropischen Krankheiten leidenden Soldaten führten zu einem Aussetzen der Operationen, was den Burmafeldzug in insgesamt vier Phasen unterteilte.

## Verlauf
Der Burmafeldzug kann in vier Phasen unterteilt werden. Die erste Phase ist von der japanischen Eroberung im Januar 1942, bei der die in Burma stationierten Truppen des britischen Commonwealth und der nationalchinesischen Armee durch die eingespielten Einheiten der japanischen 15. Armee aus Burma zurückgedrängt wurden. Die zweite Phase ist gekennzeichnet durch die vielen Fehlversuche der Alliierten zwischen dem Jahresende 1942 und Anfang 1944 wieder in Burma Fuß zu fassen. Phase drei ist der nicht gelungene Versuch einer japanischen Eroberung Indiens, die Schlachten von Imphal und Kohima, sowie Phase vier von Ende 1944 bis zur Mitte des Jahres 1945, die mit der Rückeroberung Burmas durch die Alliierten endet.

## Japanische Eroberung Burmas 1942

### Einmarsch japanischer Truppen

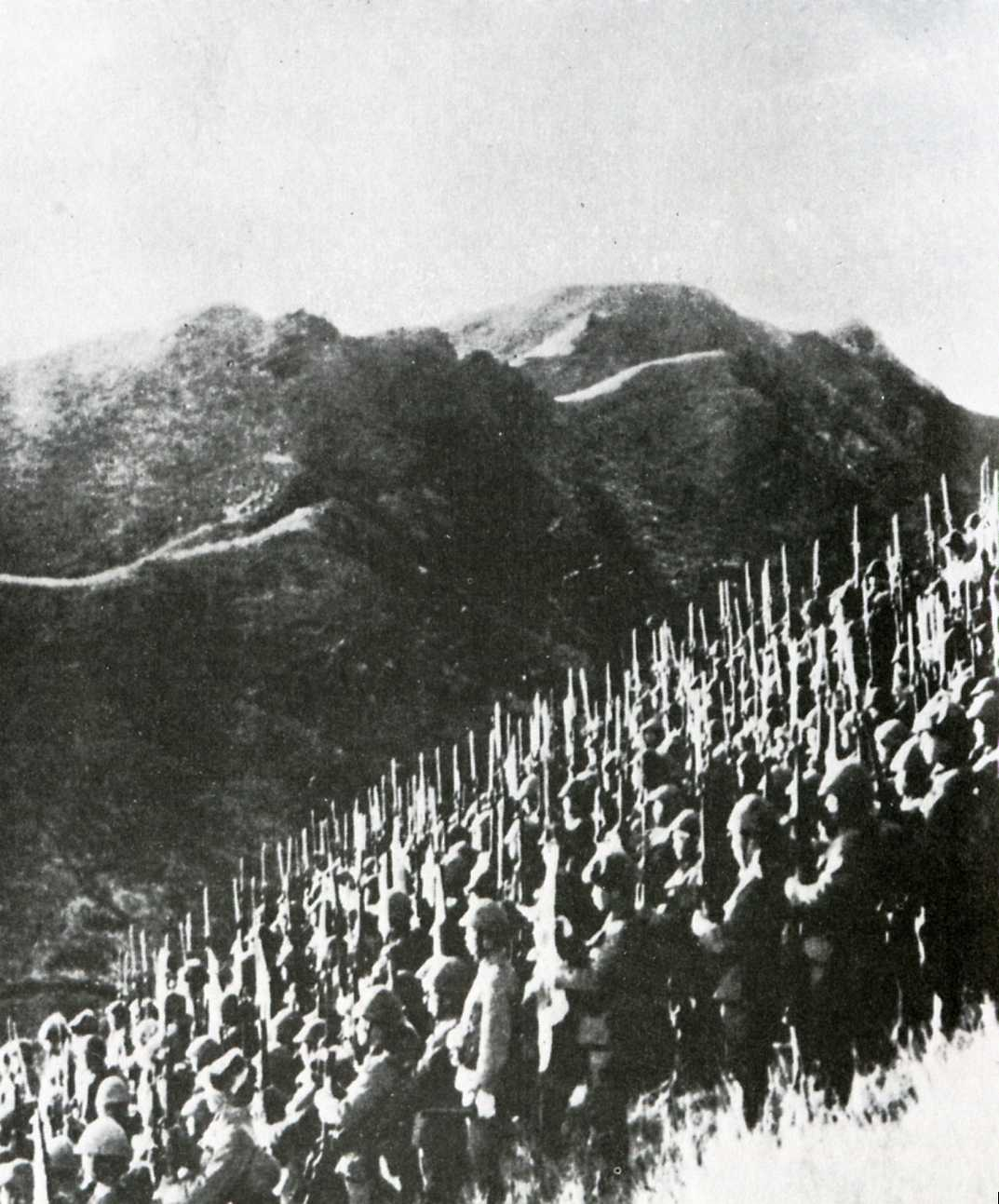
Truppen der 15. japanischen Armee an der burmesischen Grenze, kurz vor der Invasion, Januar 1942

Am 16. Januar 1942 drangen die beiden Divisionen der Kaiserlich Japanischen Armee von der thailändischen Grenze aus in das südliche Burma ein. Am 16. Januar begann die 33. Division bei besten Wetterbedingungen unter Generaloberst Sakurai Shōzō ihren Angriff gegen die britische Front in Südburma. Bis gegen 19.00 Uhr am 16. Januar hatten diese Truppen den linken Flügel der Verteidigungsstellungen der britischen und indischen Soldaten des Burma Corps durchbrochen und gingen auf den Fluss Salween vor, während die Truppen der 55. Division von Norden her vorstießen. General Iida und Generalstabschef Sakurai befahlen noch in derselben Nacht, die britischen Truppen zu verfolgen um sie bei den wenigen Übergängen des Salween einzukesseln, während der britische Befehlshaber der indischen Truppen in der Gegend, General James Bruce Scott, sofort befahl, die eingebrochenen japanischen Verbände durch Flankenangriffe der 39. Indischen Division (oder auch 1. Burma-Infanteriedivision) und der 17. indischen Division (Gen. Sir John Smyth) abzuschneiden. Diese isolierten Gegenangriffe einzelner Einheiten, die zudem keine schweren Artilleriewaffen besaßen, konnten von den japanischen Truppen der 33. Division schnell zurückgeschlagen werden, und die englischen Truppen der beiden versprengten Divisionen trafen am Vormittag des 19. Januars bei einer der wenigen Brücken über den Salween zusammen. Am Abend des 19. Januar konnten japanische Vorausverbände der 33. Division eine strategisch wichtige, aber aufgrund von Versäumnissen des örtlichen Kommandanten Gen. Scott unverteidigte Brücke über den Fluss einnehmen. Nach der Übersetzung von einigen feindlichen Truppen wurde diese Brücke jedoch von englischen Pionieren gesprengt.
Ein japanisches Bataillon der 15. Armee trat hingegen ab dem 19. Januar gegen den rechten Flügel der britischen Front an und traf dort auf erbitterten Widerstand der britischen Truppen. Erst mit dem Durchbruch der kompletten 15. Armee im Norden gelang es dem japanischen Bataillon, durch die entstandene Lücke die britische Front zu umgehen. Bis zum 20. Januar nahm diese Einheit schließlich mehrere unverteidigte Dörfer am östlichen Ufer des Salween ein. Fast gleichzeitig erfolgte von Norden her der Vorstoß der restlichen Verbände der japanischen 33. Division über das Ufer auf die letzte intakte Brücke zu, welche jedoch am 21. Januar mitsamt seinen wichtigen Verteidigungsstellungen von den abziehenden britischen Truppen gesprengt wurde.
General Iidas Truppen stießen vor und eroberten mit einem Bataillon Victoria Point, der von britischen Truppen der 17. indischen Division stark verteidigt wurde.
Nach der Eroberung wurde durch japanische Pioniere und chinesische Zwangsarbeiter auf Victoria Point das erste japanische Flugfeld auf burmesischem Boden errichtet. Die wichtige Stadt Tavoy fiel am Abend des 19. Januar an die japanischen Truppen der 33. Division, während die britischen Truppen in der Umgebung zum Salween zurückwichen. Durch die Einnahme Tavoys konnten die japanischen Einheiten alle Rückzugsmöglichkeiten der restlichen 17. Division am östlichen Ufer des Salween abschneiden. Damit war es der britischen Einheit, deren Hauptquartier in Mergui war, nicht mehr möglich, über Land zu entkommen. Am 20. Januar wählten diese Truppen den Seeweg, und 4.700 Mann entkamen bis zum 23. Januar auf mehreren britischen Transportschiffen nach Rangun. Die restlichen 10.000 Mann der 17. Division zogen sich zum Salween zurück.
Auf britischer Seite herrschte in diesen Tagen größte Verwirrung. Die ersten japanischen Luftangriffe gegen Victoria Point und die Städte Mergui und Moulmein unterbrachen die Telefonverbindung zwischen den verschiedenen im Süden stationierten britischen Einheiten. Die operative Reservegruppe des Burma Corps in Rangun konnte daraufhin nicht eingesetzt werden, da der Generalstab der Burma-Armee in der Stadt seit dem 19. Januar keine Lageberichte von der Front mehr bekam. Die einzige Informationsquelle waren die operationsfähigen Flugzeuge der beiden RAF-Aufklärungsgeschwader in Rangun, die seit dem 20. Januar bewaffnete Aufklärungsflüge über die umkämpften Gebiete im Süden flogen. Währenddessen erkannte Gen. Thomas Hutton, Befehlshaber der britischen Streitkräfte in Südburma, bald die Gefahr, die seinen Truppen um den Salween drohte. Er ersuchte deshalb beim Generalstab der Burma-Armee, und besonders beim Oberbefehlshaber der alliierten Truppen Gen. Wavell, um die Genehmigung, zu einer flexiblen Verteidigung mit Ausweichmöglichkeiten in der Gegend von Moulmein übergehen zu dürfen. Dies wurde jedoch von General Wavell verweigert und Hutton wurde angewiesen, jeden Meter Boden südlich des Salween zu verteidigen. Im Falle eines Rückzuges jedoch, wurde Hutton befohlen, alle Brückenübergänge des Salween zu sprengen. Die zwei Brücken im Norden waren bereits am 18. Januar, während des Rückzuges der 17. Division, gesprengt worden, doch die südlichen Übergänge wurden noch von britischen Truppen verteidigt.

### Japanischer Vormarsch auf Rangun

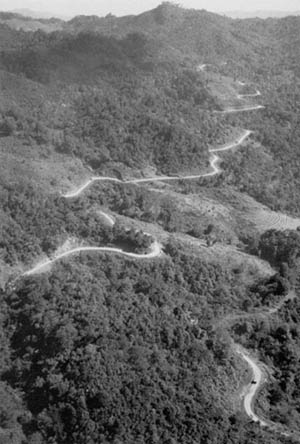
Die Burma-Straße, die wichtigste militärische Verkehrsarterie zwischen Burma und Südchina

Mit dem Rückzug der Briten aus Victoria Point und Mergui am 20. Januar fielen den japanischen Truppen der 33. Division drei weitere, bereits gebaute Flugfelder in die Hände. Mehrere militärische Anlagen waren von den englischen Pionieren vor dem Abzug ihrer Einheiten gesprengt worden. Am Morgen des 21. Januars jedoch konnten die ersten japanischen Flugzeuge einen Luftangriff gegen Rangun fliegen, wobei sie vor allem die Docks und Depots der britischen Truppen am Hafen bombardierten. Am selben Tag begannen die japanischen Jagdflugzeuge, die Straßen in Südburma anzugreifen, um jegliche feindliche Truppenbewegung zu unterbinden.
Während die britischen Truppen sich aus Südburma zum Salween zurückzogen, traten am 22. Januar auch die Truppen der 55. Infanteriedivision im Norden von Mergui zur Offensive an. Der Angriff der 55. Division der 15. Armee unter Generaloberst Iida durchbrach am Abend des 22. Januars die britischen Verteidigungslinien der 1. indischen Division am östlichen Ufer des Salween. Die 55. Division stieß am 23. Januar in den rückwärtigen Raum vor und konnte schon am 4. Oktober mit einigen Einheiten der 33. Division zwei Brücken über dem Strom einnehmen, doch britische Pioniere konnten beide Übergänge zerstören. Die Truppen der 55. Division drangen in Richtung Tenasserim vor, wobei die britischen Truppen der 1. und 17. indischen Infanteriedivision zum Rückzug gezwungen wurden. Die japanischen Truppen konnten am 25. Januar mehrere feindliche Stellungen am Ufer des Salween einnehmen, doch eine intakte Brücke wurde von den japanischen Aufklärungsflugzeugen nicht gefunden, da die britischen Soldaten, laut dem von Wavell erhaltenen Befehl, alle Brücken nach ihrem Übergang sprengten.
Die 16. Indische Brigade, die in der Kleinstadt Kawkareik stationiert war, wurde jedoch bis zum 23. Januar von den feindlichen Verbänden der 55. Division aus dem Ort verdrängt, wobei die indischen Soldaten durch feindliche Luftangriffe schwere Verluste erlitten. Die Truppen der 16. Brigade flüchteten nach der Schlacht in einem ungeordneten Rückzug in ein Areal westlich von Moulmein, wobei sie von britischen Offizieren reorganisiert wurden. Währenddessen versuchten die japanischen Truppen der 55. Division, die indische Brigade durch Flankenangriffe endgültig aufzureiben, doch alle japanischen Angriffe wurden unter schweren eigenen Verlusten von den britischen Truppen zurückgeschlagen. Die beiden Kommandeure im Areal von Moulmein Brigadier John Smyth von der 17. Indischen Infanteriedivision und Generalleutnant Hutton hatten unterschiedliche Ansichten über die Verteidigung der Linie Moulmein-Salween, die jetzt von dem britischen Generalstab in Rangun als neue Verteidigungslinie (Main Line of Resistance) gewählt worden war. Während Smyth sich bis an den Sittang-Fluss zurückziehen wollte, um dort die indischen Truppen der 1. und 17. Division zu reorganisieren und in besserer Umgebung die Kampfkraft dieser Truppen für einen späteren Gegenangriff stärken wollte, entschied Hutton, dass jedes Stück Land südlich des Salween verteidigt werden sollte. Hutton setzte sich bei dem Generalstab in Rangun durch und Smyth musste auch auf Befehl von General Wavell ein weiteres indisches Bataillon seiner 17. Division für die Verteidigung von Moulmein abkommandieren.

#### Verteidigung von Moulmein
Nachdem mehrere Gegenangriffe der britischen Truppen um Moulmein gescheitert waren beantragte Hutton noch am 29. Januar eine komplette Zurücknahme seiner Front in die Linie Moulmein-Salween. Doch erst am Nachmittag des 5. Oktober trafen die letzten britischen Truppen, die vor Moulmein stationiert waren, nach einem langen Rückzug in der Stadt ein. Gleichzeitig wurden General Hutton weitere indische und britische Truppen unterstellt, um die Verteidigung von Moulmein zu stärken. Hutton befahl am 27. Januar dem 1. Burmesischen Infanterieregiment neue Verteidigungsstellungen bei der einzigen in diesem Abschnitt noch erhaltenen Brücke über den Salween einzunehmen. Außerdem befahl er zwei Bataillonen der Burma-Armee eine Defensivlinie etwa 20 Kilometer vor Moulmein zu bilden, um die Verteidigung im Raum Moulmein zu vereinheitlichen. Doch auch diese beiden weit zurückgestaffelten Verbände waren bereits in Gefechte gegen die 55. Division, einige Kilometer westlich von Moulmein, verwickelt, so dass sie als echte Verstärkung der Front ausfielen.
Da seine Truppen zahlenmäßig schwach und angeschlagen waren, versuchte Hutton die Front bei Moulmein mit allen Mitteln zu stabilisieren. In mehreren Befehlen forderte er vollsten Einsatz von allen Soldaten und Offizieren. Um den Verlust an Kraftfahrzeugen seiner Truppen auszugleichen, ließ er zudem alle greifbaren Fahrzeuge im Raum Moulmein, unter denen auch hunderte einachsige Holzwagen der dortigen Bauern waren, requirieren. Der schlechte Zustand der Straßen begünstigte die britische Verteidigung, da die japanischen Truppen nur langsam vordringen konnten, weil Lastwagen und Panzerfahrzeuge nur über die größten Straßen fahren konnten. Hutton erkannte schnell, dass die japanischen Verbände der 55. und 33. Division nur noch auf den festen Straßen vorgehen konnten. Er konzentrierte die wenigen verfügbaren britischen Truppenverbände deshalb auf die festen Zufahrtsstraßen nach Moulmein, wobei diese Truppen Straßensperren und Verteidigungspositionen errichteten.
Noch während der Kämpfe im Raum Moulmein jedoch gingen die japanischen Truppen dazu über die Lücken auszunutzen, die sie in die britischen Linien in der Moulmein-Salween Main Line of Resistance geschlagen hatten. Dies entsprach auch den Planungen von General Iida und des Oberbefehlshabers der gesamten Südarmee, dem die 15. Armee unterstellt war, Feldmarschall Terauchi Hisaichi. So hatte General Iida der 55. Division befohlen gleich nach der Einnahme von Kawkareik gegen die feindlichen Linien am Salween vorzugehen um eine letzte intakte Brücke einzunehmen, um nach Möglichkeit sofort in Richtung Rangun vorzugehen. Der britische Generalstab hatte derweil jedoch Maßnahmen getroffen um die britischen Truppen die in Moulmein, da der Hafen laut der Ansicht von General Smyth unmöglich zu verteidigen war, eingekesselt wurden, zu evakuieren. Am 30. Januar, nach Angriffen durch die feindlichen Truppen der 33. Division, konnten etwa 9000 Mann der 1. Burmesischen Brigade, die in Moulmein stationiert war, mit einigen requirierten Booten über den Salween übersetzen. Weitere 2000 Mann konnten den Fluss schwimmend überqueren, doch etwa 1600 britische Soldaten wurden von den angreifenden Truppen der 33. Division gefangen genommen. Tatsächlich hatten die britischen Truppen bei Moulmein große Verluste erlitten: nach Abschluss der Kämpfe um die Stadt wurden laut englischen Angaben etwa 200 Geschütze erbeutet. Etwa 2400 Mann waren in der Schlacht um Moulmein umgekommen, während weitere 2000 Briten in Kriegsgefangenschaft gerieten.
Am 2. Februar konnten die japanischen Verfolgungskräfte zunächst einige Dörfer an den Ufern des Salween einnehmen und am folgenden Tag wurde die letzte Brücke über den Salween von britischen Pionieren gesprengt.

### Schlacht am Fluss Bilin
Die britischen Truppen der 17. Division (Gen. Smyth), die den Salween überqueren konnten, wurden vom Operationsstab in Rangun und vor allem von General Hutton am 13. Februar angefordert, neue Verteidigungsstellungen am Fluss Bilin zu bemannen, doch die englischen Truppen hatten bereits bei Rückzug alle Kraftfahrzeuge und Geschütze verloren. Deshalb konnten die indischen und britischen Soldaten die gut befestigte Stellung am Bilin-Fluss gegen einige angreifende japanischen Einheiten der 33. Division, die durch Flugzeuge unterstützt wurden und dank einer Pontonbrücke über den Strom Salween gekommen waren, nicht lange halten und mussten nach dreitägigen Kämpfen zum Sittang zurückweichen.
Dem japanischen Oberkommando kam es nun darauf an, die erschöpften Kräfte der 33. Division, welche die Positionen am Bilin am 18. Februar eingenommen hatte, durch die infanteristischen Kräfte der 55. Division abzulösen und die Truppen der 33. Division somit für einen weiteren Vorstoß in Richtung Rangun freizumachen. Doch die 55. Division kam aufgrund des zähen britischen Widerstands im Großraum Bilin, der noch nicht von allen dort stationierten britischen Einheiten geräumt worden war, nur langsam vorwärts. Nach dem Abschluss der Kämpfe um die britischen Positionen bei Bilin waren das Kaiserliche Hauptquartier in Tokio und das Oberkommando der 15. Armee der Ansicht, dass der Gegner keine wesentlichen Kräfte mehr zur Verteidigung Ranguns hätte, da alle britischen Truppen in der Umgegend zerschlagen worden waren. Doch der geplante Vormarsch auf Rangun konnte nicht fortgesetzt werden, da ab Mitte Februar die 55. Division und ihre motorisierten Kräfte nicht mehr vorankamen. Auch die Verfolgungsverbände der 55. Division, die die versprengten britischen Truppen der 17. indischen Division einkesseln sollten, lagen fest. Die 55. Division meldete am 19. Februar, dass ihre motorisierten Verbände wegen des dichten Dschungel und der eingetretenen Regenschauer nur noch 2 km in der Stunde vorankämen. Eine geordnete Versorgung dieser Truppen war bald nicht mehr möglich.
Auch die japanischen Flugzeuge waren aufgrund der schlechten Witterung immer weniger in der Lage in die Kämpfe einzugreifen.

### Schlacht an der Sittang-Brücke
Die sich nach der Schlacht am Fluss Bilin auf dem Rückzug befindliche 17. Indische Infanterie-Division hatte am 19. Februar, wenige Stunden nach dem Beginn des Rückzuges, durch den Operationsstab in Burma die Freigabe erhalten sich über den Fluss Sittang abzusetzen. General Smyth beschloss mit seinen erschöpften indischen und britischen Truppen einen Gewaltmarsch anzutreten, um die letzte intakte Brücke schnellstmöglich zu erreichen. Diese Brücke, über der die Bahnstrecke von Peku, dem heutigen Bago, nach Thaton verlief, war nahe dem Ort Mokpalin gebaut. In der Nacht vom 19. auf den 20. Februar konnten sich die indischen Soldaten fast 50 km von den anrückenden japanischen Verbänden der 33. Division in westliche Richtung entfernen.
Zwei japanische Regimenter der 33. Division konnten jedoch am folgenden Tag schnell über ihre Flanke vorrücken um den britischen Truppen noch vor Erreichen der Brücke den Weg abzuschneiden und sie somit, zusammen mit den weiteren Einheiten der 33. Division, einzukesseln. Am 21. Februar konnten die japanischen Jagdflugzeuge, die in den vorherigen Tagen durch schlechte Wetterbedingungen behindert worden waren, mehrere zusätzliche Luftangriffe gegen die vorrückenden Kolonnen der 17. Division, die unter anderem unter starkem Wassermangel litt, fliegen. Unter Aufgabe vieler Fahrzeuge, Geschütze und Material sowie mehreren Hundert Verwundeten suchten diese Truppen weiter ihren Weg in Richtung der Brücke über den Sittang, wurden jedoch mehrmals von den Einheiten der beiden japanischen Regimenter beschossen. Gegen 17:00 Uhr am 21. Februar geriet das britische Hauptquartier von General Smyth bei dem Dorf Kyaikto unter Beschuss der Japaner; die feindlichen Truppen bestanden jedoch nur aus einigen versprengten Soldaten der 33. Division und konnten von den indischen Truppen abgewehrt werden. Unterdessen begannen die ersten britischen Einheiten die Brücke zu überqueren. Da Smyth eine Intervention japanischer Luftlandetruppen befürchtete beorderte er ein Gurkha-Regiment zur Westseite der Brücke um diese gegen feindliche Angriffe oder Luftlandungen zu schützen. Mittlerweile hatten die ersten japanischen Soldaten der 33. Division den östlichen Bereich vor der Brücke erreicht und begannen mit einem heftigen Beschuss, dem etliche indische Sanitäter am Brückenende zum Opfer fielen. Dazu konnten die japanischen Flugzeuge mehrere Bombentreffer gegen die britischen Stellungen vor der Brücke erzielen, doch die Struktur selbst, die etwa 550 Meter lang war, und aus solidem Eisen bestand, nicht treffen.
General Smyth stand nun vor einer schweren Entscheidung. Brachte er die 17. Division komplett auf die Westseite des Sittang, blieb keine Möglichkeit die Brücke zu zerstören, und die Japaner hatten damit freien Weg nach Rangun. Andererseits musste er bei einer Sprengung der Brücke mehrere Brigaden auf der östlichen Seite des Sittang zurücklassen, und diese Truppen würden in Kriegsgefangenschaft geraten. Die britischen Pioniere hatten die Sprengladungen unter der Brücke schon angelegt, doch etliche Einheiten der Briten waren noch auf dem Weg zum östlichen Brückenende. Manche waren durch die japanischen Luftangriffe abgeschnitten worden, da mehrere Fahrzeuge vernichtet wurden. Andere wurden durch Flankenangriffe der japanischen Truppen im Dschungel abgeschnitten. Der stark umkämpfte Pagoda-Hill direkt bei der Brücke wechselte mehrfach die Fronten. Der Kampf wurde immer unübersichtlicher. Immer mehr Zugangswege zur Brücke wurden von den Japanern gesperrt und bei Mokpalin steckten zwei Brigaden der Briten fest, ohne Kommunikation und mit brennenden Fahrzeugen. Die einzelnen Soldaten versuchten nun auf eigene Faust zur Brücke durchzukommen. Nachdem mehrere japanische Einheiten auf den Eisenbahnschienen der Ostseite die Brücke erreicht hatten, die Briten kaum noch Munition zur Verfügung hatten und ein Halten der Brücke unmöglich erschien, gab General Smyth um 5:30 Uhr am 23. Februar den Befehl zur Sprengung. Die Ladungen detonierten kurz darauf, wodurch ein Teil der Brücke zum Einsturz kam. Den zurückgebliebenen britischen und indischen Soldaten blieb nichts anderes übrig als den Sittang zu durchschwimmen, was nur einigen gelang und wodurch sie ihre Waffen und ihre Munition aufgeben mussten. Andere indische Einheiten wurden bei dem Versuch den Fluss zu erreichen von den Japanern eingekesselt und vernichtet. Einzelne und versprengte britische Soldaten wurden von den Truppen der 33. Division erschossen oder gerieten in deren Gefangenschaft.
Nach der Schlacht bestand die 17. Indische Infanteriedivision nur noch aus 3.484 Soldaten, etwa 40 % ihrer ursprünglichen Stärke, die bereits seit Anfang des Feldzuges schon unter Soll war. Zwar hätten die japanischen Truppen die feindliche Division vernichten können, doch war ihnen ein schneller Vormarsch auf Rangun wichtiger. Die von den Briten gesprengte Brücke konnte von den japanischen Pionieren der 33. Division innerhalb von nur sechs Stunden wieder instand gesetzt werden, wodurch die Verbände der 33. und 55. Division den Sittang kurz darauf in voller Stärke überqueren konnten. Bei dem darauffolgenden Vormarsch in Richtung Rangun trugen die japanischen Truppen etwa ein Drittel des von den britischen Soldaten am Sittang zurückgelassenen Materials mit sich.

## Eroberung von Rangun

### Schlacht um Pegu

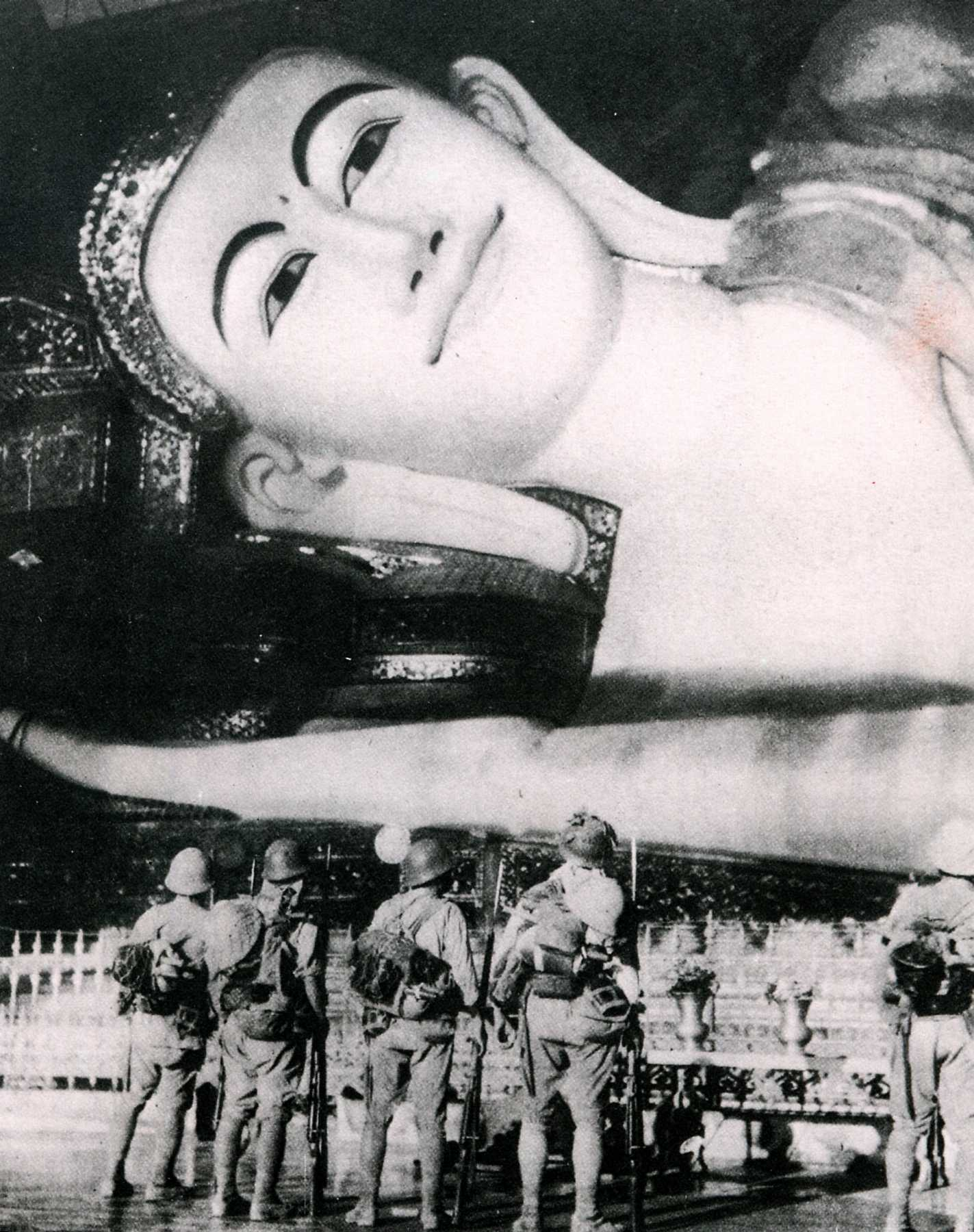
Japanische Truppen der 55. Division vor dem Shwethalyaung-Buddha bei Pegu, März 1942

Nachdem die britischen Truppen am Sittang schwere Verluste erlitten hatten und alle Gegenangriffe der indischen Truppen in der Umgebung gescheitert waren beantragte General Wavell noch am 25. Februar eine Zurücknahme seiner Front in die Linie Rangoon-Yenangyaung.
Unterdessen hatte jedoch General Harold Alexander, der Hutton und Smyth des Kommandos enthoben hatte, das Oberkommando in Burma übernommen und sich angesichts der japanischen Übermacht entschieden Rangun nicht zu verteidigen, aber den Japanern zumindest eine starke Verteidigungsbereitschaft durch einen gesicherten und nur unter Widerstand stattfindenden Rückzug zu zeigen.
Doch erst am Nachmittag des 2. März konnten alle noch kampffähigen Truppen, die durch M3 Stuart Panzer der 7. britischen Panzerbrigade (Brigadier John H. Astice) und indische Truppen der 64. Infanteriebrigade verstärkt worden waren, ihre Positionen in der neuen Main Line of Resistance einnehmen. Jedoch konnten mehrere indische Verbände, die weit zurückgestaffelt waren und bereits von japanischen Truppen der 55. Division, die durch Typ 95 Ha-Gō Panzer unterstützt wurden, angegriffen wurden, ihre Stellungen nicht besetzen. Einige britische Infanterie- und Panzerverbände versuchten die eingebrochenen japanischen Truppen bei dem Dorf Pegu aufzureiben.
Als eine Schwadron der 7. Hussaren, die zur 7. Panzerbrigade gehörte, den Ort Payagyi, nördlich von Pegu, erreichte, stellten die englischen Truppen fest, dass dieser schon von den japanischen Soldaten besetzt war. Feuergefechte entbrannten, wobei die Sicht schlecht war und auch die Funkverbindungen sich als schwierig erwiesen. Nach einem weiteren kurzen Feuerwechsel der britischen Infanterie, die in einen japanischen Hinterhalt westlich von Payagyi geriet, gelang es einigen Briten, mehrere japanische Soldaten aus dem nahen Dschungel zu vertreiben. Die dann heranrückenden britischen Panzer eröffneten das Feuer und konnten zwei japanische Panzer vom Typ 95 Ha-Go auf freiem Feld ausschalten. Ein weiterer war so schwer beschädigt worden, dass er von seiner Besatzung verlassen werden musste. Obwohl die Schlacht recht unübersichtlich verlief, gelang es den britischen Infanterietruppen wenig später noch, vier japanische Panzerabwehrgeschütze zu erobern, bevor sie den Befehl erhielten, sich durch Pegu nach Hlegu zurückzuziehen, um dort auf die anderen Einheiten der 7. Panzerbrigade zu treffen. Die britischen Truppen hatten nach dem Gefecht bei Payagyi einen ihrer Panzer aufgeben müssen, konnten aber auf dem Weg Richtung Hlegu noch zwei weitere japanische Panzer zerstören.
Unterdessen war Pegu von den Japanern weitgehend zerstört worden, doch als die Briten bei Dunkelheit den Ort erreichten, fanden sie die einzige Brücke über den Sittang unbeschädigt vor. Kurz vor Hlegu hatten die japanischen Soldaten der 55. Division eine befestigte Straßensperre angelegt, die sie gegen die anrückenden britischen Panzer mit kleinen Maschinengewehren und Molotowcocktails verteidigten. So gelang es ihnen einen der M3-Stuarts auszuschalten. Nachdem die britischen Verbände aber mit mehreren Panzern das Feuer auf die Straßensperre konzentrieren konnten, waren die Japaner gezwungen, diese aufzugeben. Die nachrückenden britischen Infanterieeinheiten, die durch Pegu zogen, gerieten im Ort immer wieder unter Feuer isolierter japanischer Scharfschützen. Etliche Soldaten wurden verwundet und zuerst innerhalb des Ortes versorgt. Schlussendlich wurden die Verwundeten auf kleine Lastkraftwagen verladen und am Ende des Konvois durch die eingenommene japanische Straßensperre abtransportiert.

### Eroberung der Hauptstadt
Nach Auffassung Alexanders und des gesamten Generalstabes in Rangun, wurde aufgrund der großen Geländeverluste die Phase der statischen Verteidigung im Großraum Rangun als beendet angesehen und der Burma-Armee wurde am 7. März die Evakuierung der Stadt befohlen. Die britischen Geschwader der RAF und die amerikanischen Flugzeuge der AVG (Flying Tigers) waren in den vorherigen Wochen durch die japanischen Flugzeuge in heftige Luftkämpfe verwickelt worden, wodurch ein Großteil der noch einsatzfähigen alliierten Flugzeuge zerstört worden waren. Japanische Bomber des Typs Mitsubishi Ki-21 und Nakajima Ki-49 hatten seit Anfang Februar mehrere erfolgreiche Luftangriffe gegen Rangun geflogen, wodurch viele militärische Einrichtungen der Stadt zerstört oder beschädigt worden waren. Vor allem die Hafenanlagen am Mündungsdelta des Irrawaddy und mehrere Flugabwehrkanonen in der Stadt waren durch die feindlichen Angriffe zerstört worden. General Alexander und General Wavell ordneten am 7. März, als bereits etwa 4000 Truppen der 67. Infanteriebrigade, der 7. Panzerbrigade und der 16. Division die Stadt verlassen hatten, eine Verminung der wichtigsten militärischen Anlagen, der Hafendocks und des zurückgelassenen Materials in Rangun an. Etwa 400 indische und britische Pioniere blieben in der Stadt zurück um die Ladungen anzubringen und die 500.000 Bewohner Ranguns über ihr Verhalten gegenüber den anrückenden japanischen Truppen anzuweisen. Bei allen zurückweichenden burmesischen, indischen oder britischen Soldaten der Burma-Armee im Raum Rangoon wurde ab dem 7. März Fahnenflucht vor den japanischen Truppen durch Todesstrafe bestraft.
Am selben Tag begann der japanische Großangriff gegen Rangun mit der Bombardierung durch Sturzkampfbomber und Jagdflugzeuge und massivem Beschuss aus Feldartillerie und kleineren Mörsern auf die Innenstadt. Später wurde die breit angelegte Bodenoffensive eröffnet. Dabei gingen die motorisierten Einheiten der 55. Division sofort gegen die Innenstadt vor, während die Infanterietruppen die umliegenden Hügel und Bezirke gegen leichten Widerstand einiger versprengter indischer Soldaten sicherten. Am 8. März erreichten die ersten japanischen Panzer, begleitet durch bewaffnete Infanteristen und Motorräder, die Docks am Ufer des Irrawaddy und konnten bereits nach wenigen Stunden die gesamte Innenstadt komplett sichern. Gegen Nachmittag traf auch Generalleutnant Iida in der Stadt ein, besetzte mit dem Stab der 15. Armee einige Gebäude im Zentrum und etablierte in Rangun sein Hauptquartier.

## Weiterer Verlauf des Feldzuges
Die jetzt im Norden Burmas stehenden britisch-indischen Einheiten wurden im weiteren Verlauf von den unter General Stilwell stehenden chinesischen Truppen unterstützt. Doch nachdem auch immer mehr burmesische Widerständler sich gegen sie richteten und die zivile Verwaltung in den noch gehaltenen Gebieten zusammenbrach, entschied sich die Führung auch hinsichtlich der sehr schlechten Nachschubsituation zum Rückzug nach Indien. Dieser fand unter äußerst widrigen Umständen statt. Unter völliger Desorganisation versuchten die Einheiten den Weg über die engen Dschungelpfade nach Norden zu gehen. Verwundete und Verletzte sorgten zudem immer wieder für erhebliche Verzögerungen. Die meisten Ausrüstungsgegenstände blieben dabei auf der Strecke und der kurz vor Erreichen der Grenze einsetzende, stetige und heftige Regen führte zu immer ungesunderen Verhältnissen.
Der einsetzende Monsun sowie Nachschubschwierigkeiten führten im Juni auch zum Abbruch der japanischen Offensivoperationen, nachdem mit Lashio und Myitkyina wichtige Verkehrsknotenpunkte im Norden Burmas erobert worden waren. Der Verlust der Burmastraße von Lashio nach Kunming veranlasste die Alliierten ab April 1942 zum Bau der Ledo-Straße vom indischen Assam aus. Bis diese Anfang 1945 fertiggestellt werden konnte, waren die Alliierten zur Unterstützung Chinas auf Lufttransporte angewiesen (→ The Hump).
Am 1. August 1942 nahm in Rangun eine burmesische Regierung unter Leitung des zuvor von den Briten inhaftierten Ba Maw ihre Arbeit auf. Die Einnahme Singapurs, der wichtigsten britischen Flottenbasis in Südostasien, im Februar und die japanische Attacke im Indischen Ozean im April 1942 hatten die Position der Briten in Indien ernsthaft erschüttert. Im Sommer 1942 wurden in Indien Rufe nach der Unabhängigkeit immer lauter (→ Quit-India-Resolution des Nationalkongresses). Ein Teil der indischen Nationalbewegung unter Führung von Subhash Chandra Bose spaltete sich vom Nationalkongress ab und gründete später eine provisorische Regierung (Azad Hind), die sich ab 1943 mit Truppen der Indian National Army am Burmafeldzug beteiligte, ebenso wie die Nationale Burmesische Armee von Aung San, nachdem Burma Mitte 1943 seine Unabhängigkeit vom Vereinigten Königreich erklärt hatte. Im späteren Verlauf des Krieges würden sich die burmanesischen Truppen allerdings wieder gegen Japan wenden, was ihnen so u. a. zu ihrer Unabhängigkeit 1945 verhalf.

## Alliierte Operationen in Nordburma
Unterdessen unternahmen die Alliierten während der Trockenperiode 1942–1943 zwei Gegenoffensiven. Die erste führte in die Region Arakan mit dem Versuch die Mayu-Halbinsel und die Insel Akyab einzunehmen, auf der sich ein wichtiges Flugfeld befand. Die Japaner hatten dort stark befestigte Stellungen ausgebaut und konnten diese auch halten. Die anrennenden alliierten Truppen erlitten dabei große Verluste. Nachdem es den Japanern dann gelang, über von den Alliierten als unpassierbar angesehenes Gebiet Verstärkung heranzuführen, wurden etliche alliierte Einheiten überrannt. Dies führte dazu, dass sie sich im weiteren Kampfverlauf wieder hinter die indische Grenze zurückfallen lassen mussten.
Die zweite Operation war umstritten und wurde von der neu gegründeten Einheit unter Brigadier Orde Wingate, den Chindits ausgeführt. Sie stießen bis tief auf burmesisches Gebiet hinter die japanischen Linien vor um die nord-südliche Eisenbahnverbindung zu unterbrechen, die von den Japanern als Nachschubweg genutzt wurde. Während der Operation, genannt Longcloth, drangen etwa 3.000 Soldaten nach Zentralburma ein. Zwar gelang es, japanische Nachschublinien zu unterbrechen und die Bahn für rund zwei Monate außer Betrieb zu setzen, doch kostete es sehr hohe Verluste.

### Rückeroberung 1943–1945

Operation U-gō

Im August 1943 wurde von den Alliierten ein gemeinsames Südostasienkommando (SEAC) eingerichtet, dessen Leitung Ende 1943 der Brite Louis Mountbatten übernahm. Die britischen Bodentruppen wurden kontinuierlich verstärkt und im Rahmen der im Oktober 1943 aufgestellten 14. Armee unter den Oberbefehl von General William Slim gestellt. In Ledo befand sich das Hauptquartier des überwiegend aus chinesischen Truppen gebildeten und von Stilwell geführten Northern Combat Area Command (NCAC), das Ende 1943 eine Operation zur Rückeroberung von Myitkyina begann. Durch diesen Kommandowechsel veränderte sich die Situation im Kampfgebiet erheblich. Dies war auch nicht zuletzt auf eine bessere Ausbildung der Truppen und eine bessere Ausrüstung zurückzuführen, was auch eine Auswirkung auf die Moral der Soldaten hatte. Ebenso wurden die kommunikativen Möglichkeiten verbessert und mehr Gebrauch von einer Versorgung der Einheiten aus der Luft gemacht.
Im Norden Burmas rückten ab Oktober die Chinesen mit einer Division von Ledo aus nach Myitkyina und Mogaung vor, während US-amerikanische Bautrupps mit der Unterstützung indischer Arbeiter die Ledo-Straße hinter ihnen ausbauten. Die 18. Japanische Division konnte von der US-Spezialeinheit Merrill’s Marauders umgangen werden, so dass ihr die Einkesselung drohte. Weiter südwestlich drangen die Chindits während der groß angelegten Luftlandung, der Operation Thursday, wieder tief in Zentralburma ein, errichteten Flugfelder und konnten mit insgesamt drei Brigaden in Burma hinter den japanischen Linien operieren.
Trotz großer Bedenken des japanischen Hauptquartiers der Südarmee in Singapur gegen die Pläne von Generalleutnant Renya Mutaguchi, dem neuen Befehlshaber der 15. Japanischen Armee, befürwortete das Kaiserliche Oberkommando in Tokio einen Feldzug nach Indien. Im März 1944 begannen die Japaner die Operation U-gō mit dem Ziel der Einnahme Imphals und Kohimas, die bis Juni unter hohen Verlusten fehlschlug. Es machte sich bei den Japanern nun bemerkbar, dass Japan seine Truppen nicht mehr ausreichend versorgen konnte. Es fehlte vor allem an Nachschub. Die massiven Angriffe der Alliierten gegen die japanischen Transportschiffe hatten deren verfügbaren Schiffsraum dramatisch verringert, die Verluste konnten nicht mehr ausgeglichen werden. Japan befand sich nun an allen Fronten auf dem Rückzug. Die Alliierten verfolgten die sich zurückziehenden Japaner bis Ende 1944 zum Chindwin. Im August 1944 konnte von den Merrill’s Marauders nach dreimonatiger Belagerung Myitkyina eingenommen werden. Die Ledo-Straße wurde im November 1944 bei Mongyu mit der Burmastraße verbunden. Damit war der wichtigste Nachschubweg nach Westchina wiederhergestellt.

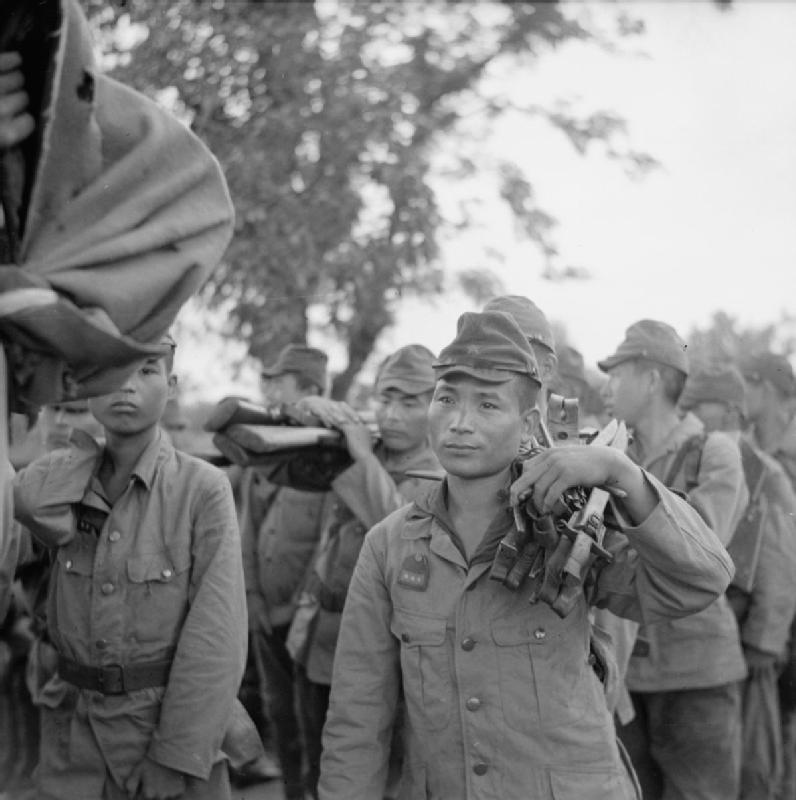
Japanische Soldaten der 52. Division händigen ihre Waffen an die Alliierten aus.

Im November 1944 wurde die bisher übergeordnete 11. Heeresgruppe (General Sir George Giffard) aufgelöst und mit der Person von Generalleutnant Oliver W. Leese ein neuer Oberbefehlshaber für die Alliierten Landstreitkräfte in Südostasien (ALFSEA) eingerichtet.
Anfang 1945 überschritt die 14. Armee in der Operation Extended Capital den Irrawaddy und nahm im März 1945 Mandalay und Meiktila ein. Schließlich wurde Anfang Mai Prome und Pegu befreit und am 3. Mai die burmesische Hauptstadt Rangun in der amphibischen Operation Dracula fast kampflos besetzt. Dabei kam ihnen ein nationaler Aufstand entgegen, bei dem die Nationale Burmesische Armee die Seite wechselte. Der letzte organisierte japanische Widerstand in Burma endete im August 1945 am Fluss Sittang.

## Beteiligte Truppen und Verbände
- Alliierte:
  - Burma Corps (1942)
  - Chinesische Expeditionsstreitkräfte in Burma (1942)
    - 5. Armee
    - 6. Armee

  - American Volunteer Group („Flying Tigers“, 1942)
  - Britische 14. Armee (inkl. indischer und westafrikanischer Truppen)
  - Northern Combat Area Command (X Force, Merrill’s Marauders)
  - Chinesische 11. Armeegruppe
  - Chinesische 20. Armeegruppe
  - Tenth, Fourteenth und Twentieth Air Force (USAAF)
- Japan und Verbündete:
  - Japanische Regionalarmee Burma
    - 15. Armee
    - 28. Armee
    - 33. Armee

  - Thailändische Nordwestarmee
  - Indische Nationalarmee
  - Nationale Burmesische Armee (wechselte Anfang 1945 die Seiten)